# Пашина, Анна Владиславовна
Анна Владиславовна Пашина (род. 26 декабря 1994) — российская дзюдоистка, бронзовый призёр чемпионатов России 2013 и 2015 годов, мастер спорта России.

## Спортивные результаты
- Чемпионат России по дзюдо 2013 — ;
- Чемпионат России по дзюдо 2015 — ;
- Призёр чемпионатов России среди кадетов, юниоров и молодёжи;
- Призёр этапов Кубка Европы среди юниоров;
- Этап Кубка Европы среди взрослых, Селье, 2016 — ;
- Бронзовый призёр мемориалов Владимира Гулидова 2010—2011 годов;